# Robin Hood, a fuszeklik fejedelme
A Robin Hood, a fuszeklik fejedelme (eredeti cím: Robin Hood: Men in Tights) 1993-ban bemutatott egész estés abszurd humorú amerikai film, amely elsősorban az 1991-ben megjelent Robin Hood, a tolvajok fejedelme című kalandfilm paródiája. A forgatókönyvet J. David Shapiro és Evan Chandler írta, a film producere és rendezője Mel Brooks, a zenéjét Hummie Mann szerezte. A Brooksfilms készítette, a 20th Century Fox forgalmazta.
Amerikában 1993. július 28-án Franciaországban december 17-én, Magyarországon 1994. február 17-én mutatták be a mozikban.

## Szereplők
| Szereplő                   | Színész                   | Magyar hang            | Parodizált figura                     |
| -------------------------- | ------------------------- | ---------------------- | ------------------------------------- |
| Robin Hood (Robin a Lakli) | Cary Elwes                | Reisenbüchler Sándor   | Robin of Locksley (Robin Hood)        |
| János herceg               | Richard Lewis             | Reviczky Gábor         | cameo-szerep                          |
| Rottingham seriffje        | Roger Rees                | Maros Gábor            | A Nottinghami bíró                    |
| Szűz Marian                | Amy Yasbeck               | Tóth Ildikó            | Marian kisasszony                     |
| Vaksi                      | Mark Blankfield           | Szombathy Gyula        |                                       |
| Hapsi                      | Dave Chappelle            | Stohl András           | Ifj. Azeem                            |
| Asneeze                    | Isaac Hayes               | Csikos Gábor           | Azeem                                 |
| Kicsi John                 | Eric Allan Kramer         | Ujlaki Dénes           | Little John                           |
| Brunhilda                  | Megan Cavanagh            | Pécsi Ildikó           | cameo-szerep, Szűz Marian udvarhölgye |
| Will Skarlát O’Hara        | Matthew Porretta          | Lippai László          | Skarlát Will                          |
| Latrina                    | Tracey Ullman             | Pálos Zsuzsa           | Mortianna                             |
| Don Giovanni               | Dom DeLuise               | Balázs Péter           | cameo-szerep                          |
| Richárd király             | Patrick Stewart           | Gruber Hugó            |                                       |
| Tuckman rabbi              | Mel Brooks                | Beregi Péter           | Tuck barát                            |
| Hóhér                      | Robert Ridgely            | Makay Sándor           | Az akasztófa divat hóhérja            |
| Abbé                       | Dick Van Patten           | Horkai János           | Apát                                  |
| Nyomott Luca               | Steve Tancora             | László Zsolt           | Két felbérelt gyilkos                 |
| Mocskos Enzio              | Joe Dimmick               | (nem szólal meg)       | Két felbérelt gyilkos                 |
| Adószedő                   | Avery Schreiber           | Kisfalussy Bálint      |                                       |
| Falafel, börtöninas        | Brian George              | Balázsi Gyula          |                                       |
| Ustár, szaracén főbörtönőr | Zitto Kazann              | Melis Gábor            |                                       |
| Kukim, szaracén börtönőr   | Richard Assad             | Galgóczy Imre          |                                       |
| Királyi kikiáltó           | Clement von Franckenstein | Dobránszky Zoltán      |                                       |
| Fiatal fiú                 | Corbin Allred             | Bartucz Attila         |                                       |
| Tűzoltómester              | Clive Revill              | Várkonyi András        |                                       |
| Női falubeli               | Carol Arthur              | Némedi Mari            |                                       |
| Mérges falubeli            | Joe Baker                 | Pataky Imre            |                                       |
| Önmaga                     | Kevin Dorsey              | Gesztesi Károly (ének) | cameo-szerep                          |

További magyar hangok: Balázsi Gyula, Varga Tamás, Várkonyi András, Wohlmuth István

## Betétdalok
| Magyar               | Angol                                      | Angol                                                                                |
| Dal                  | Dal                                        | Előadó                                                                               |
| -------------------- | ------------------------------------------ | ------------------------------------------------------------------------------------ |
| Sherwood-i erdei rap | Sherwood Forest Rap                        | Kevin Dorsey & The Merry Men Singers                                                 |
| Marian dala          | Marian                                     | Debbie James                                                                         |
| Fuszeklis pasik dala | Men In Tights                              | Steve Lively Randy Crenshaw Kerry Katz Geoff Koch Rick Logan (The Merry Men Singers) |
| Robin a lakli dala   | The Night is Young and You're So Beautiful | Arthur Rubin The Merry Men Singers                                                   |

## Érdekességek
- A filmgyártó Brooksfilm film eleji logója megjelenésében megegyezik a Lucasfilm logójával.
- A jeruzsálemi börtönt, ahol Robin is raboskodik, a filmben  szaracén fogdának nevezik.
- A doveri fehér sziklákon lévő ENGLAND felirat a Los Angeles-i Hollywood feliratra utal.
- A Rottingham-i seriff Eddie Murphy-t emleget, Hapsi nevén.
- Robin a Lakli női gúnyában lévő barátai sólyom helyett rókával küldenek üzenetet Richárd királynak.

## Televíziós megjelenések
HBO, TV2, RTL Klub, PRIME